# Convent (Orde de l'Hospital)
El Convent era un dels òrgans centrals de l'Orde de Sant Joan de Jerusalem. El Convent residia a la seu central de l'orde, que successivament es va anar traslladant de Palestina,  Rodes i Malta. Estava compost pel Gran Mestre i set membres més, anomenats batlles, cadascun d'ell representava una de les llengües de l'orde: el Gran Comanador, el Mariscal, l'Hospitaler, el Tresorer, el Draper, l'Almirall i el Turcpolier; a mitjan segle xv s'hi va afegir el càrrec de Canceller.

## Origen i funció dels batlles
- Gran Comanador: estava assignat a la llengua de Provença i era el lloctinent del mestre quan aquest marxava de Rodes (per bé que podia elegir algú altre que fos més de la seva confiança). També s'encarregava de ser el prior dels capellans de l'orde.
- El Mariscal: provenia de la llengua d'Alvèrnia i era l'encarregat dels frares cavallers i de l'administració militar de Rodes.
- L'Hospitaler era elegit entre els membres de la llengua de França i tenia cura del funcionament de l'hospital.
- El Draper: el seu lloc d'origen era la llengua d'Espanya i tenia cura de la roba del Convent, tant per als frares com per a l'hospital. Amb la reforma del mestre Pere Ramon Sacosta del segle xv, la llengua d'Espanya es va dividir en dues llengües:
  - La nova llengua d'Aragó va mantenir el càrrec de Draper.
  - La llengua d'Espanya se li va atorgar el càrrec de Canceller.
- El Tresorer s'encarregava de tot el que afectava el Comú Tresor, sobretot la recepció de responsions, dels donatius, dles ingressos i de les despeses. No estava assignat a cap llengua.
- L'Almirall era de la llengua d'Itàlia i estava al cap de la flota hospitalera, que en alguns moments va arribar a ser molt poderosa i clau a Orient.
- El Gran Batlle era el càrrec que corresponia a la llengua d'Alemanya.
- El Turcpolier corresponia a la llengua d'Anglaterra i s'encarregava de reclutar tropes no natives per a la defensa de l'orde. Durant l'estada a Rodes aquest càrrec fou molt important, ja que foren moltes les tropes mercenàries que l'ajudaren.